# Glypta monticolae
Glypta monticolae là một loài tò vò trong họ Ichneumonidae.